# ادواردو بوسیو
ادواردو بوسیو (انگلیسی: Edoardo Bosio; ۹ نوامبر ۱۸۶۴ – ۳۱ ژوئیهٔ ۱۹۲۷) بازیکن فوتبال اهل پادشاهی ایتالیا بود.